# Juan Mayorga
Pour les articles homonymes, voir Mayorga.
Juan Antonio Mayorga Ruano, né le 6 avril 1965 à Madrid, est un dramaturge espagnol. Il est traduit en de nombreuses langues et joué dans de nombreux pays,.

## Biographie
En 1988, il obtient un diplôme universitaire en philosophie et en mathématiques. Il poursuit ses études à Münster, Berlin et Paris. Il devient docteur en philosophie en 1997. Il exerce les fonctions de professeur de dramaturgie et de philosophie à l'École Royale Supérieure d'Art Dramatique de Madrid.
En Espagne, il obtient en 2007 le Prix National du théâtre (Premio Nacional de Teatro) et en 2022 le Prix Princesse des Asturies,.
En France, ses pièces ont été montées, entre autres, par Jorge Lavelli.
En 2012, la pièce Le Garçon du dernier rang (El chico de la última fila) est adaptée au cinéma par François Ozon sous le titre Dans la maison.

## Prix Europe pour le théâtre - Premio Europa per il Teatro
En 2016, il a reçu le XIII Prix Europe Réalités Théâtrales, à Craiova, avec cette motivation :
Sa dramaturgie a franchi les barrières nationales en s’imposant dans d’importants théâtres européens. Collaborateur assidu de compagnies de théâtres comme Animalario, il a travaillé comme adaptateur et dramaturge pour le Centro Dramático Nacional et la Compañía Nacional de Teatro Clasíco. Mayorga écrit ses textes en «sentant» la réaction du public. Ses textes posent des questions aux spectateurs en les invitant à prendre position. Il est toujours demandé au lecteur/spectateur de «re-créer» le sens (ou un sens) de ce qui se produit sur scène. Il ne s’agit pas d’une provocation de l’auteur mais de l’irruption du verdict du public assistant à la pièce. Ses œuvres ont été présentées dans 18 pays et traduites dans 16 langues.

## Œuvre

### Théâtre
- Siete hombres buenos (1989)
- Más ceniza, premio Calderón de la Barca 1992 (1993)
- El traductor de Blumemberg (1993)
- Animales nocturnos (1993) Les Insomniaques, suivi de Copito, ou Les Derniers Mots de Flocon de Neige, le singe blanc du zoo de Barcelone, traduit par Yves Lebeau, Besançon, France, Éditions Les Solitaires Intempestifs, coll. « Mousson d'été », 2008, 112 p.  (ISBN 978-2-84681-194-1)
- El sueño de Ginebra (1993) Le Songe de Guenièvre in Le Critique (si je savais chanter, je serais sauvé(e)) suivi de Le Songe de Guenièvre, traduit par Yves Lebeau, Besançon, Éditions Les Solitaires intempestifs, coll. « Mousson d'été », 2013, 96 p.  (ISBN 978-2-84681-395-2)
- Concierto fatal de la viuda Kolakowski (1994)
- El hombre de oro (1996)
- Cartas de amor a Stalin (1997) Lettres d’amour à Staline, traduit par Dominique Poulange, Jorge Lavelli, Besançon, Éditions Les Solitaires Intempestifs, coll. « Mousson d'été », avec le concours du Centre National du Livre, 2011, 80 p.  (ISBN 978-2-84681-306-8)[6]
- El jardín quemado (1999)
- Angelus Novus (1999)
- El chico de la última fila (2000) Le Garçon du dernier rang, traduit par Jorge Lavelli, Dominique Poulange, Besançon, Éditions Les Solitaires Intempestifs, coll. « Mousson d'été », 2009, 96 p.  (ISBN 978-2-84681-173-6)
- El Gordo y el Flaco (2001) C'est moi le gros et toi le petit, suivi de Le Cri des miroirs, traduit par Agnès Surbézy et Fabrice Corrons, Toulouse, Presses Universitaires du Mirail, 2005, 158 p.  (ISBN 978-2-85816-791-3)
- Fedra (2001)
- La boda de Alejandro y Ana (2002)
- Sonámbulo (2003)
- Palabra de perro (2003)
- Himmelweg. Camino del cielo (2003) Himmelweg, traduit par Yves Lebeau, Besançon, Éditions Les Solitaires Intempestifs, coll. « Mousson d'été », 2006, 80 p.  (ISBN 978-2-84681-179-8)[9]
- Últimas palabras de Copito de Nieve (2004) Copito, ou Les Derniers Mots de Flocon de Neige, le singe blanc du zoo de Barcelone in Les Insomniaques, suivi de Copito, ou Les Derniers Mots de Flocon de Neige, le singe blanc du zoo de Barcelone, traduit par Yves Lebeau, Besançon, France, Éditions Les Solitaires Intempestifs, coll. « Mousson d'été », 2008, 112 p.  (ISBN 978-2-84681-194-1)
- Hamelin (2005) Hamelin, traduit par Yves Lebeau, Besançon, Éditions Les Solitaires intempestifs, coll. « Mousson d'été », 2007, 96 p.  (ISBN 978-2-84681-211-5)
- Job (2006)
- La paz perpetua (2007) La Paix perpétuelle, traduit par Yves Lebeau, Besançon, Éditions Les Solitaires intempestifs, coll. « Mousson d'été », avec le concours du Centre national du livre, 2010, 64 p.  (ISBN 978-2-84681-280-1)
- Primera noticia de la catástrofe (2007)
- La tortuga de Darwin (2008) La Tortue de Darwin, traduit par Yves Lebeau, Besançon, Éditions Les Solitaires intempestifs, coll. « Mousson d'été », 2009, 80 p.  (ISBN 978-2-84681-165-1)
- El cartógrafo (2009) Le Cartographe, traduit par Yves Lebeau, Besançon, Éditions Les Solitaires intempestifs, coll. « Mousson d'été », 2012, 128 p.  (ISBN 978-2-84681-344-0)
- Los yugoslavos (2010)
- El elefante ha ocupado la catedral (2011)
- La lengua en pedazos (2011)
- El crítico (Si supiera cantar, me salvaría) (2012) Le Critique (si je savais chanter, je serais sauvé(e)) suivi de Le Songe de Guenièvre, traduit par Yves Lebeau, Besançon, Éditions Les Solitaires intempestifs, coll. « Mousson d'été », 2013, 96 p.  (ISBN 978-2-84681-395-2)
- Reikiavik (2012) Reykjavik, traduit par Clara Chevalier Cueto, Besançon, Éditions Les Solitaires intempestifs, coll. « Domaine étranger », 2023, 80 p.  (ISBN 978-2-84681-678-6)
- El arte de la entrevista (2014)
- Famélica (2014)
- El Golem (2015)
- Amistad (2017)
- El mago (2017)
- La intérprete (2018)
- Intensamente azules (2018)
- Shock 1 (el cóndor y el puma) (2020), en collaboration avec Juan Cavestany, Albert Boronat et Andés Lima
- Shock 2 (la tormenta y la guerra) (2021), en collaboration avec Juan Cavestany, Albert Boronat et Andés Lima
- Silencio (2022), à partir de son discours d'admission à l'Académie royale espagnole

## Adaptation au cinéma
- 2012 : Dans la maison, film français réalisé par François Ozon, d'après la pièce Le Garçon du dernier rang (El chico de la ultima fila), avec Fabrice Luchini, Ernst Umhauer, Kristin Scott Thomas et Emmanuelle Seigner.